# Pomasia vernacularia
Pomasia vernacularia är en fjärilsart som beskrevs av Achille Guenée 1858. Pomasia vernacularia ingår i släktet Pomasia och familjen mätare. Inga underarter finns listade i Catalogue of Life.